# Dreamin' Wild
Dreamin' Wild è un film del 2022 diretto da Bill Pohlad, presentato in anteprima mondiale alla 79ª Mostra internazionale d'arte cinematografica di Venezia.

## Distribuzione
Il film è stato presentato in anteprima mondiale fuori concorso alla 79ª Mostra internazionale d'arte cinematografica di Venezia il 7 settembre 2022.